# Fettaktivism

Skulpturen Bronskvinnorna utanför Konsthallen, Växjö, av Marianne Lindberg De Geer. Den visar en mager och en fet kvinna som en reaktion på kroppsfixering.

Fettaktivism är en samhällsrörelse som strävar efter att förändra samhällets negativa attityder mot fetma. Områden fettaktivismen engagerar sig i innefattar estetiska, juridiska och medicinska förhållningssätt till kroppar som är fetare än den sociala normen. Vid sidan av att rörelsen är politisk har fettaktivismen också blivit en subkultur som fungerar som social tillhörighet för dess medlemmar.

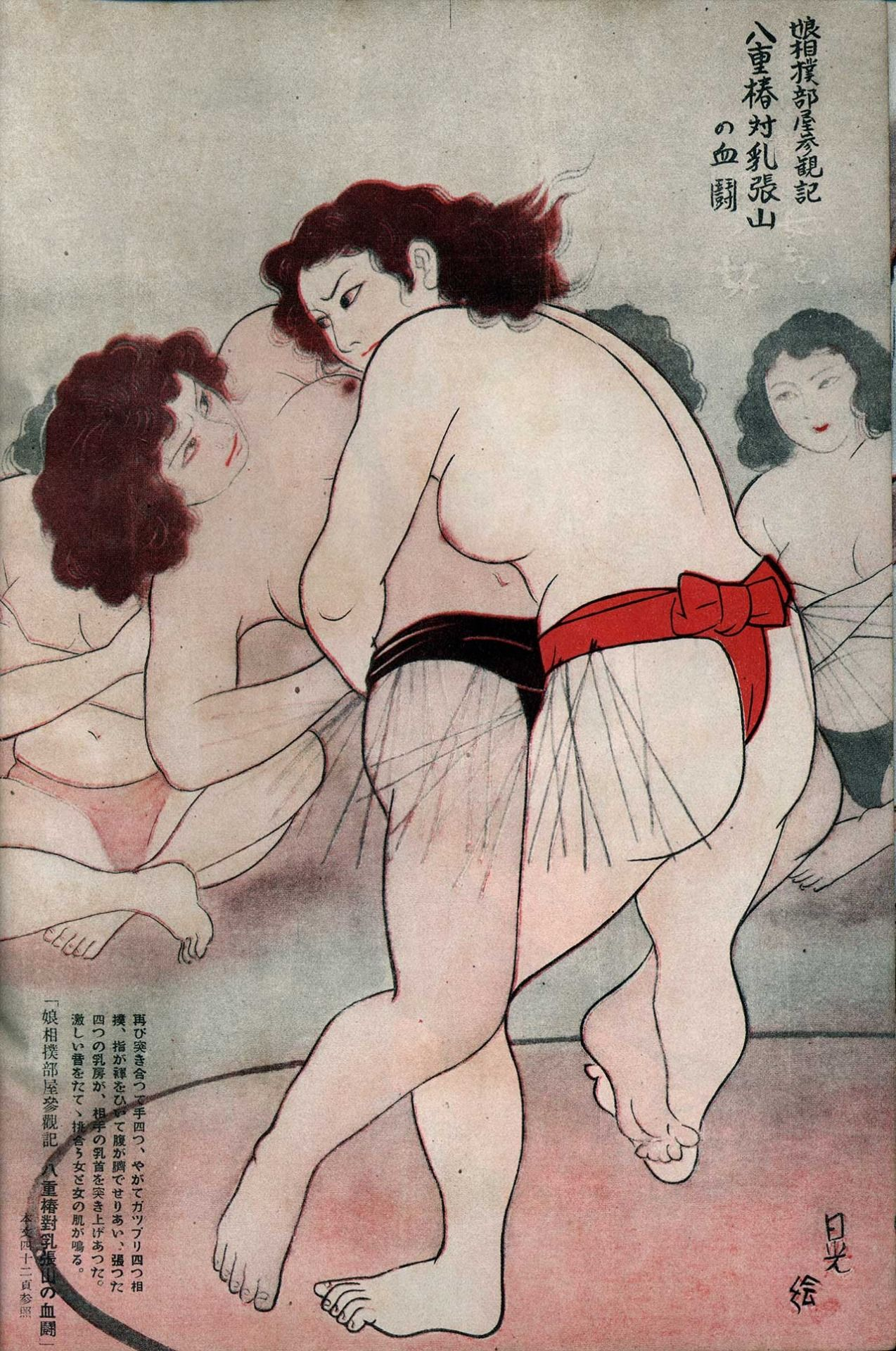
Kvinnliga sumobrottare

## Beskrivning
Fettaktivismen hävdar att feta personer är måltavlor för hat och diskriminering. Detta ska enligt rörelsens anhängare drabba kvinnor i större utsträckning än män. Rörelsen argumenterar för att samhällsnormen leder till fetmafobi och att detta skulle vara påfallande i många samhällsinstitutioner, däribland massmedia där feta personer skulle bli förlöjligade eller lyfts fram i syfte att tycka synd om dem. Diskrimineringen skulle bestå i frånvaro av lika tillgång till kollektivtrafik och anställning.
Medlemmar av rörelsen uppfattar de negativa attityderna som varaktiga och grundade på föreställningen att fetma återspeglar en dålig karaktär. Fettaktivister kämpar för förändringar i attityderna från samhället, personer och vården, och engagerar sig i folkbildning om vad de beskriver vara myter om feta personer. Anhängare av rörelsen har påpekat att fetma är kopplat till stress, och att det leder till ett ökat överätande att uppmuntra feta personer att fokusera på sin vikt.
Rörelsen har kritiserats för att äventyra folkhälsan och för att rörelsen inte gör det bättre för personer med fetma.

## Historik
År 1967 sammanstrålade 500 personer i Central Park i New York för att protestera mot särbehandling av tjocka människor på grund av deras vikt. Detta blev startskottet för en proteströrelse som fokuserade på övervikt och fetma som diskrimineringsgrund. Samma år publicerades Llewelyn Louderbacks artikel "More people should be fat" i The Saturday Evening Post, där han med utgångspunkt i den särbehandling som riktats mot hans fru rasade mot påtvingade viktförändringar och varnade för deras negativa konsekvenser. Tillsammans med ingenjören Bill Fabrey skrev han boken Fat Power: Whatever You Weigh Is Right och 1969 grundade de National Association to Aid Fat Americans.
Till fettaktivismen kan också föras chubkulturen, som startade i San Francisco 1976 som är en subkultur inom gayrörelsen men med preferens för feta män, samt Big Beautiful Woman-rörelsen, en term myntad av Carole Shaw 1979 för plus-sizemodeller. Relaterat är även den undergenre till pornografin som porträtterar uteslutande feta personer.